# Die Auslöschung
Der Fernsehfilm Die Auslöschung ist eine österreichische Produktion unter Beteiligung der Fernsehanstalten ORF und SWR aus dem Jahr 2013. Das Drama erzählt von der späten großen Liebe einer Restauratorin (Martina Gedeck) und eines Kunsthistorikers (Klaus Maria Brandauer). Das Glück scheint perfekt, bis ihn die Diagnose Alzheimer trifft und das Leben der beiden langsam, aber unaufhörlich, verändert.
Die TV-Erstausstrahlung erfolgte auf ORF 2 am 13. Februar 2013, im deutschen Fernsehen am 3. Mai im SWR. Die ARD zog am 8. Mai 2013 mit der Ausstrahlung im Ersten nach. Seine Vorpremiere hatte der Film im Wiener Künstlerhauskino am 31. Jänner 2013.

## Inhalt
Als Judith Fuhrmann den verwitweten Kunsthistoriker Ernst Lemden kennenlernt, erobert der scharfsinnige Intellektuelle ihr Herz mit Witz und Wortgewandtheit im Sturm. Aus einem One-Night-Stand wird eine tiefe Liebe, Judith und Ernst ziehen zusammen. Im Laufe der Zeit mehren sich die Anzeichen einer Demenzerkrankung bei Ernst. Er verlegt Gegenstände und vergisst Alltäglichkeiten, wie den Namen seines Enkels Emil. Auch seine rhetorische Stärke und seinen Intellekt verliert Ernst, erst kaum wahrnehmbar, später massiv. Zunächst macht Ernst noch Späße und schockiert Judith damit, angeblich ihre Beziehung und sie vergessen zu haben. Doch zunehmend wird die Situation ernst und die Streitigkeiten bezüglich des Themas Demenz häufen sich, auch, weil Ernst sich tagtäglich mit seiner Krankheit auseinandersetzt, um alles zu erfahren und alles zu wissen. Er besorgt sich schließlich Gift, das er zu nehmen gedenkt, wenn sein Zustand nicht mehr aushaltbar geworden ist. Judith ist gegen diesen Schritt, doch Ernst überzeugt sie, das Gift zumindest nicht zu vernichten. Er versteckt das Gift hinter seiner Bücherwand, direkt hinter den Gesammelten Werken Senecas, und hinterlässt sich selbst einen Zettel mit der Aufschrift „Seneca bringt Erlösung“. Im Verlaufe der Krankheit zeigen sich die allmählichen Ausmaße der Demenz. In seinem einstigen Lieblingsgemälde Der Maler Hans Burgkmair und seine Frau Anna von Lukas Furtenagel, das er früher vielschichtig interpretierte und darüber sogar ein Buch schreiben wollte, sieht er nur noch lustige Knochenmänner. Je entfernter er mit Personen zu tun hatte, desto schneller verschwinden sie aus seinem Gedächtnis, sodass selbst das Erkennen seiner Kinder langsam nachlässt. Mit seinem Enkel Emil spielt er wie ein kleines Kind. Im Wahn reißt Ernst so eines Abends seine Bücherwand herunter, instinktiv auf der Suche nach dem Gift, das allerdings von Judith gefunden wurde. Aus der glücklichen, lebendigen Liebe entsteht eine einseitige Pflegesituation. Ernst benötigt rund um die Uhr Pflege und muss betreut werden. Schließlich ist er nicht mehr in der Lage, zu gehen, und sitzt im Rollstuhl. Judith hat die Verantwortung über einen Mann, der nicht mehr in der Lage ist, sich auszutauschen, und seine Vergangenheit sowie seine Familie vergessen hat. Trotzdem besteht eine Verbindung zwischen Judith und Ernst, die bis zum Ende hält. Judith kümmert sich aufopferungsvoll. Eines Abends, als Ernst inzwischen nicht mal mehr sprechen kann, mischt sie das Gift, das sie aufbewahrt hat, in den Grießbrei, und Ernst scheint sich dieser Tatsache doch noch bewusst zu sein. Er isst den Brei, ohne zu zögern, und stirbt.

## Hintergrund
Die Auslöschung ist eine Produktion der Mona Film in Zusammenarbeit mit dem ORF und dem SWR. Unterstützt wurde das Filmprojekt durch den Fernsehfonds Austria mit 611.000 Euro und über die Fernsehfilmförderung des Filmfonds Wien. Gedreht wurde im Mai 2012 in Wien und Umgebung, u. a. im Kunsthistorischen Museum.
Die Erstausstrahlung am 13. Februar 2013 in ORF 2 sahen laut ORF-Aussendung 804.000 Zuseher bei einem Marktanteil von 26 %. Auf die ARD-Ausstrahlung von Die Auslöschung am 8. Mai folgte die Dokumentation Die Welt des Vergessens von Thomas Luck zum Thema Leben mit der Demenz.

## Strafrechtliche Beurteilung
Indem Judith Ernst das Gift im Grießbrei vorsätzlich verabreicht, begeht sie nach österreichischem Strafrecht Mord, der mit Freiheitsstrafe von 10 bis 20 Jahren oder lebenslanger Freiheitsstrafe bedroht ist. Die mildere Bestrafung wegen Tötung auf Verlangen müsste vom Gericht vermutlich abgelehnt werden, weil Ernst zwar todeswillig war, aber ein ernstliches und eindringliches Verlangen offenbar nicht vorlag. Wegen Judiths altruistischer Motivation könnte allerdings das außerordentliche Strafmilderungsrecht mit einer Strafdrohung nicht unter einem Jahr zur Anwendung kommen, wobei diese Strafe auch noch bedingt ausgesprochen werden könnte.

## Kritiken
„Formal ist die Auslöschung ein konventioneller Erzählfilm, aber mit welch weitem Horizont und wie famos dargeboten.“

„Die Auslöschung – hochkarätig besetzt mit Klaus Maria Brandauer und Martina Gedeck – ist ein ebenso wehmütiger wie seltsam positiv stimmender Beitrag zur Volkskrankheit Alzheimer.“

„Dass sich das Thema so nachhaltig eindrucksvoll vermittelt, ist zwei großartigen Schauspielern zu verdanken, die den Prozess des Zerfalls glaubwürdig und zutiefst bewegend veranschaulichen.“

## Auszeichnungen
- 2013
  - Romy in der Kategorie Bester Fernsehfilm
  - 3sat-Zuschauerpreis
  - Fernsehpreis der Österreichischen Erwachsenenbildung an Nikolaus Leytner und Agnes Pluch
- 2014
  - Thomas-Pluch-Drehbuchpreis